# Grenzwert (Technik)
Grenzwert (englisch critical limit) ist in der Technik und im Rechtswesen der mit einer Maßeinheit angegebene Messwert einer technischen Größe, der nicht überschritten werden darf oder dessen Erreichen eine Zustandsänderung auslöst.

## Allgemeines
Grenzwerte gehören zu den technischen Daten und sollen insbesondere dem Gesundheitsschutz, dem Arbeitsschutz und der Arbeitssicherheit dienen. Der Rechtsbegriff „Grenzwert“ wird in Gesetzen häufig verwendet, keines dieser Gesetze bietet jedoch eine Legaldefinition an; es handelt sich auch nicht um einen originär rechtswissenschaftlichen Terminus. Grenzwerte sind im umweltrechtlichen Sinne präzise definierte Schadstoffkonzentrationen, die nicht überschritten werden dürfen bzw. deren Überschreitung vorab festgelegte Konsequenzen nach sich zieht. Innerhalb der Grenzwerte liegende Messergebnisse sind zu tolerieren und hinzunehmen. Grenzwerte markieren deshalb die Grenze zwischen schädlichen und nicht schädlichen Umweltrisiken; sie stellen ein gerade noch vertretbares Grenzrisiko dar. In der Mess-, Steuerungs- und Regelungstechnik ist der Grenzwert der Wert der Eingangsgröße eines Grenzsignalglieds, bei dem sich beim Grenzsignalglied das binäre Ausgangssignal ändert.
Grenzwerte und Richtwerte bilden einen Teil der Umweltstandards.

## Festlegung
Die Festlegung von Grenzwerten beruht auf den Erkenntnissen von Paracelsus, für den alle Dinge Gift waren und allein die Dosis mache aus, ob ein Ding kein Gift sei. Dies bedeutet, dass die Intensität biologischer Wirkungen von der Höhe und Dauer der Exposition bestimmt wird, jedoch unterhalb dieser Dosis keine Wirkungen zu erwarten sind. Diese „wirkungslose“ oder jedenfalls unbedenkliche Dosis ist der Grenzwert.

## Arten
Unterschieden wird generell zwischen 
- Emissionsgrenzwerten, welche die maximal von einer technischen Anlage ausgehende zulässige Emission angeben und den
- Immissionsgrenzwerten, welchedie maximal durch Dampf, Erschütterung, Gas, Geruch, Lärm, Rauch, Ruß, Schadstoffe oder Strahlung auf Lebewesen einwirkende zulässige Immission angeben.

Die einzelnen Rechtsgebiete beinhalten konkret eine Vielzahl von Grenzwerten. Hierzu gehören unter anderem:
Biologischer Grenzwert
Der biologische Grenzwert wird gemäß § 2 Abs. 9 GefStoffV für die Konzentration eines Stoffes, seines Metaboliten oder eines Beanspruchungsindikators im biologischen Material eines Beschäftigten festgelegt. Das in der GefStoffV enthaltene Grenzwert-Konzept kennt neben dem Arbeitsplatzgrenzwert die maximale Arbeitsplatz-Konzentration. Der Arbeitsplatzgrenzwert ist nach § 2 Abs. 8 GefStoffV der Grenzwert für die zeitlich gewichtete durchschnittliche Konzentration eines Stoffs in der Luft am Arbeitsplatz in Bezug auf einen gegebenen Referenzzeitraum.
Immissionsschutzrecht
Aus dem Immissionsschutzrecht sind die Abgasnorm, der Emissionsgrenzwert und der Immissionsgrenzwert bekannt. Als Immissionsgrenzwert wird ein die Immissionen begrenzender Wert mit rechtsnormativer Verbindlichkeit bezeichnet. Wesentlich sind die Beeinträchtigungen durch Dämpfe, Druck, Erschütterungen, Gase, Geräusche, Gerüche, Lärm, Rauch, Ruß, Strahlen oder Wärme, die sich in den Boden, die Luft oder das Wasser ausgebreitet haben (§ 3 UmweltHG). Der Lärmschutz ist dabei durch die landesrechtlichen Lärmschutzverordnungen besonders hervorgehoben. Sie sehen die in der Hilfsmaßeinheit Dezibel (A) (dBA) gemessene Grenzwerte für Gewerbegebiete, Mischgebiete und Wohngebiete vor. Grenzwert der Zimmerlautstärke ist in reinen Wohngebieten (§ 3 BauNVO) ein Schalldruckpegel von 50 dB(A) tagsüber und 35 dB(A) während der Nachtruhe, gemessen im „Empfangsraum“. 
Kernkraftwerke
Wesentliche Prozessgrößen wie Kühlmitteldruck, Kühltemperatur oder Reaktorleistung werden in Kernkraftwerken fortlaufend durch Sicherheitssysteme überwacht, die eingreifen, sobald diese Größen wesentlich von ihren Normalwerten abweichen und im Voraus festgelegte Grenzwerte überschreiten.
Luftreinhaltung
Rechtsgrundlagen für die Luftreinhaltung sind die in deutsches Recht umgesetzten internationalen Abkommen und EU-Richtlinien. Die ersten Grenzwerte für die Luftreinhaltung fanden sich in den inzwischen außer Kraft gesetzten Richtlinien Richtlinie 80/779/EWG für Schwefeldioxid und Schwebstaub, Richtlinie 82/884/EWG für Blei, Richtlinie 85/203/EWG für Stickstoffdioxid, Richtlinie 88/436/EWG für Abgase (siehe auch Abgasnorm) oder Richtlinie 92/72/EWG für Ozon. Noch gültig sind unter anderem die Richtlinie 2000/69/EG für Benzol und Kohlenmonoxid, die Richtlinie 2001/81/EG für andere Luftschadstoffe, Richtlinie 2008/50/EG über Luftqualität und saubere Luft für Europa oder die Richtlinie 2004/107/EG über Arsen, Kadmium, Quecksilber, Nickel und polyzyklische aromatische Kohlenwasserstoffe in der Luft.
Strahlenschutz
Im Strahlenschutz ist der Dosisgrenzwert ein in Millisievert pro Kalenderjahr ausgedrückter Grenzwert für die zulässige Höchstbelastung durch ionisierende Strahlung. Der Grenzwert der effektiven Dosis beträgt nach § 78 Strahlenschutzgesetz (StrlSchG) für beruflich exponierte Personen 20 Millisievert im Kalenderjahr. Wurde unter Verstoß hiergegen der Grenzwert im Kalenderjahr überschritten, so ist eine Weiterbeschäftigung als beruflich exponierte Person gemäß § 73 Strahlenschutzverordnung nur zulässig, wenn der Strahlenschutzverantwortliche dafür sorgt, dass die Expositionen in den folgenden vier Kalenderjahren unter Berücksichtigung der erfolgten Grenzwertüberschreitung so begrenzt werden, dass die Summe der Dosen das Fünffache des jeweiligen Grenzwertes nicht überschreitet.  
Trinkwasser
In Trinkwasserproben von 100 ml dürfen Enterokokken nicht vorhanden sein, unter anderem darf Chloroform den Grenzwert von 0,05 mg/l und Chlorit 0,0005 mg/l nicht überschreiten, Kalium 12 mg/l, Nitrate 50 mg/l und Natrium 200 mg/l. Diese und weitere Grenzwerte finden sich in den Anlagen 1 bis 3 und 5 Trinkwasserverordnung.

## Beispiel
Beim Zweipunktregler findet beim Erreichen des Grenzwerts ein automatischer Schaltvorgang statt, durch den ein Prozess ausgelöst wird, der die Regelgröße wieder in den gewünschten Bereich bringen soll.

## Abgrenzung
Ein Richtwert unterscheidet sich von einem Grenzwert dadurch, dass er eingehalten werden soll (Sollvorschrift), während der Grenzwert eingehalten werden muss (Mussvorschrift). Ein Zielwert gibt einen meist zu einem bestimmten Zeitpunkt zu erreichenden Höchstwert an. Zielwerte sind wie Richtwerte nicht verbindlich.